# Olivia de Havilland
Olivia Mary de Havilland (ur. 1 lipca 1916 w Tokio, zm. 26 lipca 2020 w Paryżu) – amerykańska aktorka filmowa, dwukrotna laureatka Oscara za pierwszoplanowe role w filmach: Najtrwalsza miłość (1946) i Dziedziczka (1949). Odznaczona Narodowym Medalem Sztuki (2008). Siostra aktorki Joan Fontaine.

## Życiorys
Urodziła się w Japonii, gdzie jej ojciec wykładał na Uniwersytecie Tokijskim. Gdy miała 3 lata, jej rodzice rozwiedli się, a Olivia wraz z matką i o rok młodszą siostrą Joan (która później także została znaną aktorką) przeniosły się do Los Angeles. W wieku 18 lat podpisała swój pierwszy kontrakt. Jej pierwszym filmem był Sen nocy letniej Williama Dieterle i Maxa Reinhardta z roku 1935. Później wystąpiła m.in. w Szarży lekkiej brygady (1936) i Przygodach Robin Hooda (1938) u boku Errola Flynna. W wieku 22 lat Olivia została zaangażowana do roli Melanii Hamilton w legendarnej ekranizacji bestselleru Margaret Mitchell Przeminęło z wiatrem. Kreacja Olivii zdobyła uznanie krytyki i zaowocowała pierwszą nominacją do Oscara dla aktorki drugoplanowej. Początkowo rolę Melanii proponowano siostrze Olivii – Joan, ta jednak ją odrzuciła.

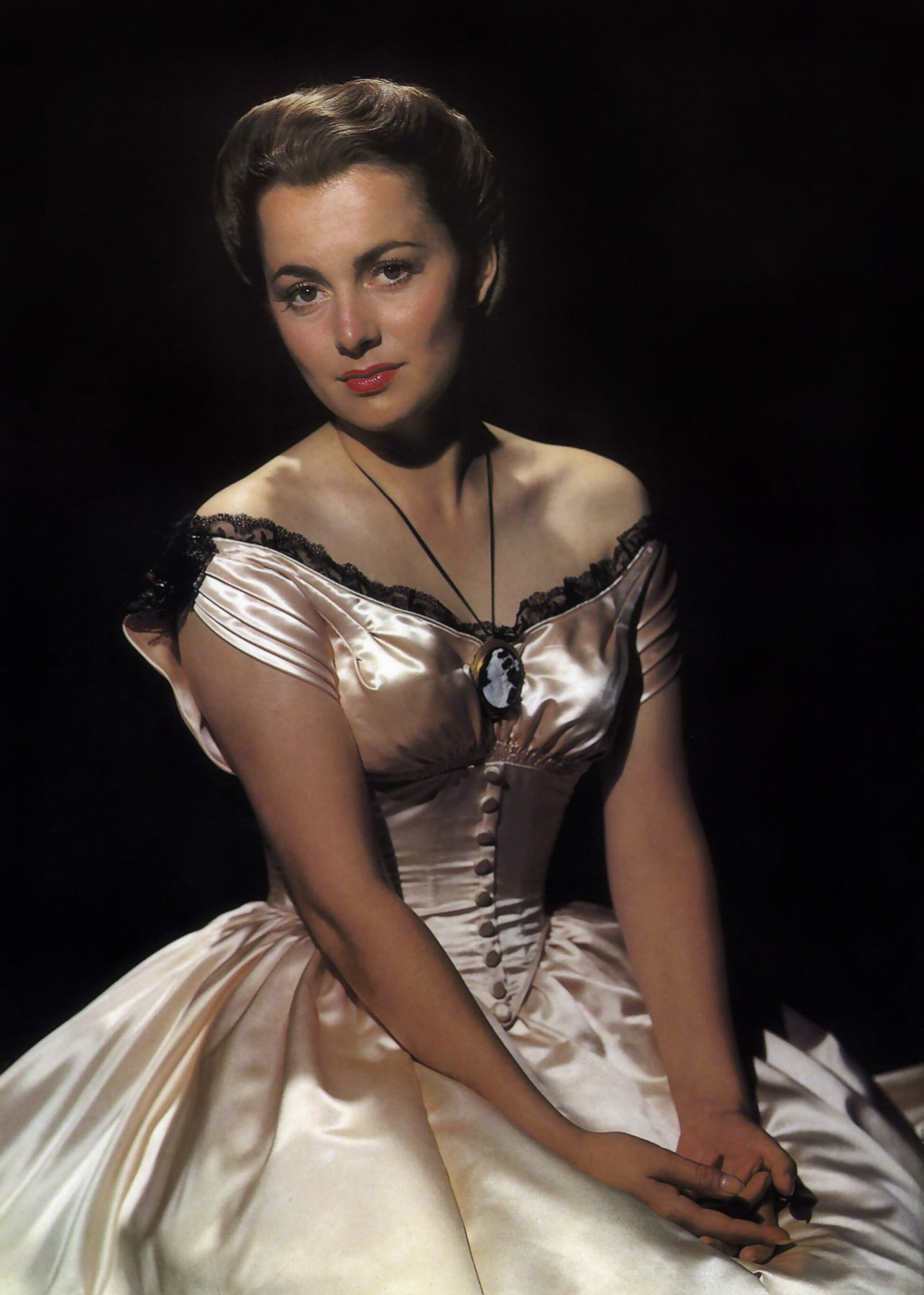
Olivia de Havilland (1940)

Lata 40. były czasem rozkwitu kariery Olivii. W 1941 zagrała w Złotych wrotach, a za rolę w tym filmie otrzymała drugą nominację do Oscara, tym razem za rolę pierwszoplanową, ale zdystansowała ją młodsza o rok siostra. Olivia, pod koniec oscarowej gali, podeszła do siostry i chciała jej pogratulować zwycięstwa, jednak Joan nie przyjęła gratulacji, odwróciła się i odeszła. Konflikt między siostrami, który rozpoczął się w okresie dzieciństwa, trwał nadal. Olivia była podobno faworyzowana przez matkę, niespełnioną aktorkę, która chciała, aby córki zrealizowały jej marzenia o karierze w Hollywood. Doszło nawet do tego, że matka zabroniła używać Joan nazwiska rodowego de Havilland, gdyż to Olivia była z nim kojarzona.

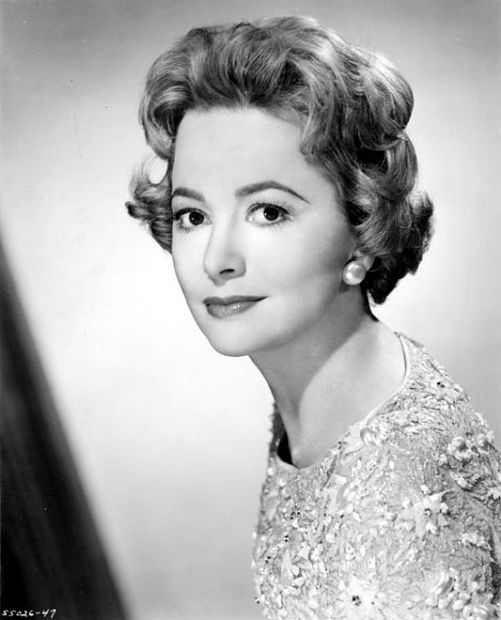
Olivia de Havilland (1959)

W 1946 Olivia wcieliła się w postać Josephine Norris w filmie Najtrwalsza miłość i w końcu zdobyła upragnioną statuetkę Oscara. Podobno tuż po ceremonii Joan podeszła do niej i chciała pogratulować nagrody, ale Olivia zrobiła to samo co Joan pięć lat wcześniej, gdy to ona chciała jej pogratulować zdobycia tej cennej nagrody. Dwa lata później, w roku 1948, przyszła kolejna nominacja, tym razem za Kłębowisko żmij. W 1950 roku w ręce Olivii powędrowała jej druga i ostatnia nagroda Akademii Filmowej za Dziedziczkę (1949).
Kolejne lata nie były już tak owocne, ale Olivia utrzymała swój status gwiazdy. Przewodniczyła jury konkursu głównego na 18. MFF w Cannes (1965).

## Życie prywatne
Dwukrotnie wychodziła za mąż. Jej pierwsze małżeństwo, zawarte w 1946 z Marcusem Aureliusem Goodrichem, rozpadło się po 7 latach. Z tego związku miała syna Benjamina, który zmarł w 1991 roku w wieku 42 lat. W 1955 zawarła drugi związek małżeński z Pierrem Galante. I to małżeństwo zakończyło się w 1979 rozwodem, ale para pozostała w dobrych stosunkach. Na tyle dobre, że Olivia opiekowała się byłym mężem, gdy zachorował na raka, aż do jego śmierci w 1998. Para miała córkę Gisèle (ur. 1956).
Od początku lat 60. Olivia mieszkała na stałe w Paryżu.
W 2010 otrzymała Legię Honorową.
W czerwcu 2017, na 2 tygodnie przed 101. urodzinami, przyznano jej Order Imperium Brytyjskiego. Była najstarszą kobietą w historii, która otrzymała to odznaczenie.
Zmarła 26 lipca 2020 w wieku 104 lat.

## Filmografia

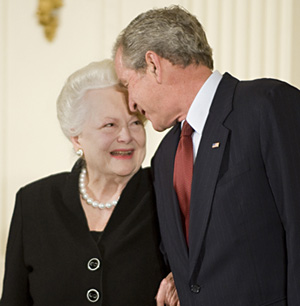
Olivia de Havilland z prezydentem George’em W. Bushem (listopad 2008)

- Sen nocy letniej (1935) jako Hermia
- Kapitan Blood (1935) jako Arabella Bishop
- Anthony Adverse (1936) jako Angela Giuseppe
- Szarża lekkiej brygady (1936) jako Elsa Campbell
- 24 godziny miłości (1937) jako Marcia West
- Przygoda pod Paryżem (1937) jako Germaine de la Corbe
- Złoto jest tam, gdzie go szukasz (1938) jako Serena Ferris
- Awanturnik (1938) jako Lorri Dillingwell
- Przygody Robin Hooda (1938) jako Lady Marion
- Dodge City (1939) jako Abbie Irving
- Prywatne życie Elżbiety i Essexa (1939) jako lady Penelope Gray
- Przeminęło z wiatrem (1939) jako Melanie Hamilton-Wilkes
- Szlak do Santa Fe (1940) jako Kit Carson Holliday
- Rudowłosa (1941) jako Amy Lind
- Złote wrota (1941) jako Emmy Brown
- Umarli w butach (1941) jako Elizabeth Bacon-Custer
- Takie nasze życie (1942) jako Roy Timberlake-Fleming
- Księżniczka O’Rourke (1943) jako księżniczka Maria
- Guwernantka (1943) jako Elizabeth „Smokey” Allard
- Najtrwalsza miłość (1946) jako Josephine „Jody” Norris
- Mroczne zwierciadło (1946) jako Terry i Ruth Collins (siostry bliźniaczki)
- Kłębowisko żmij (1948) jako Virginia Stuart-Cunningham
- Dziedziczka (1949) jako Catherine Sloper
- Moja kuzynka Rachela (1952) jako Rachel Sangalletti-Ashley
- Pewna dama (1955) jako Ana de Mendoza
- Za wszelką cenę (1955) jako Kristina Hedvigson
- Córka ambasadora (1956) jako Joan Fisk
- Kobieta w klatce (1964) jako Cornelia Hilyard
- Nie płacz, Charlotto (1964) jako Miriam Deering
- Awanturnicy (1970) jako Deborah Hadley
- Papież Joanna (1972) jako matka przełożona
- Port lotniczy ’77 (1977) jako Emily Livingston
- Rój (1978) jako Maureen Schuester
- Piąty muszkieter (1979) jako królowa Matka
- Korzenie: Następne pokolenia (1979; serial TV) jako pani Warner
- Statek miłości (1977–1986; serial TV) jako ciotka Hilly (gościnnie, 1981)
- Królewski romans Karola i Diany (1982) jako Królowa Matka
- Północ-Południe (1985-86; serial TV) jako pani Neal
- Anastazja: Tajemnica Anny (1986) jako cesarzowa Maria Fiodorowna
- Kobieta, którą kochał (1988) jako ciotka Bessie Merryman

## Nagrody
- Nagroda Akademii Filmowej
  - Najlepsza aktorka pierwszoplanowa: 1950 Dziedziczka
  - 1947 Najtrwalsza miłość
- Złoty Glob
  - Najlepsza aktorka filmowa: 1950 Dziedziczka
  - Najlepsza aktorka drugoplanowa w serialu, miniserialu lub filmie telewizyjnym: 1987 Anastazja: Tajemnica Anny